# 巴勃罗·拉腊
巴勃罗·拉腊（西班牙語：Pablo Lara，1968年5月30日—），古巴男子举重运动员。他曾代表古巴参加1992年和1996年夏季奥林匹克运动会举重比赛，获得一枚金牌和一枚银牌。